# Парбиг
Па́рбиг (южноселькупск. Парабы кы, Па́рбэл кы) — река в Томской области России, при слиянии с рекой Бакчар образует реку Чая (приток Оби).
Длина 320 км, площадь водосборного бассейна — 9180 км². Среднемноголетний годовой сток: 28,1 м³/сек, 0,8 км³/год.
Парбиг берёт начало и течёт по Васюганью на северо-восток. Питание смешанное, с преобладанием снегового. Половодье с апреля по июнь. Замерзает во 2-й половине октября — 1-й половине ноября, вскрывается в конце апреля — начале мая. Судоходна в нижнем течении.
Населённые пункты: Кедровка, Парбиг, Усть-Бакчар.

## Притоки
(указано расстояние от устья)
- 18 км: Верхняя Нюрса
- 34 км: Бундюр (Малый Пензер)
- 64 км: Вшивка
- 68 км: Андарма
- 97 км: Кедровка
- 105 км: Нилга
- 116 км: Нижняя Моховая
- 138 км: Пензячка
- 143 км: Спиртовка
- 152 км: Верхняя Моховая
- 180 км: Кедровка
- 184 км: Двойчага
- 210 км: без названия
- 212 км: Силенская
- 218 км: Чага
- 231 км: Бурка
- 251 км: река без названия
- 252 км: Гарь
- 278 км: Смородинка
- 279 км: Кудрейка